# カルロス・フィツカラルド
カルロス・フェルミン・フィツカラルド・ロペス（Carlos Fermín Fitzcarrald López、1862年7月6日 - 1897年7月9日）は、ペルーの実業家。ゴムで財を成した。

## ゴムブーム
1862年7月6日、アンカシュ州のサン・ルイスでアイルランド系アメリカ人の船乗りのもとに長男として生まれた。後に貿易商となり、ペルー人の妻と結婚した。19世紀後半にゴムで財を成し、地位を確立した。マードレ・デ・ディオス地方からゴムを運び出す方法を見つけるために、彼は先住民の労働者を雇用した。20世紀末のアマゾン川流域のゴムブームにおいて、船の解体や山越えは命懸けであった。
1894年から、ペルーのマドレ・デ・ディオス、サンドバル湖のBAPフィツカラルド地方を探検した。彼はプエルト・マルドナド市を設立し、現在のマヌ生物圏保護区となる地域を探検した。そのためには、蒸気船を1隻ずつ山を越えてマドレ・デ・ディオス盆地まで運ぶ必要があった。フィツカラルドは、ウルバンバ川の支流ミシャグア川とマドレ・デ・ディオス川の支流マヌ川の間に、陸路で短い通路があることを発見した。前者はウカヤリ川に通じている。このルートの発見により、マドレ・デ・ディオス地方からのゴムの輸送が可能になったため、後にフィツカラルド地峡と名づけられた。ゴムはミシャグア号の船に積み込まれ、ウルバンバ川、ウカヤリ川を経て、アマゾン川を下り、市場や大西洋の港に運ばれ、輸出されるようになった。

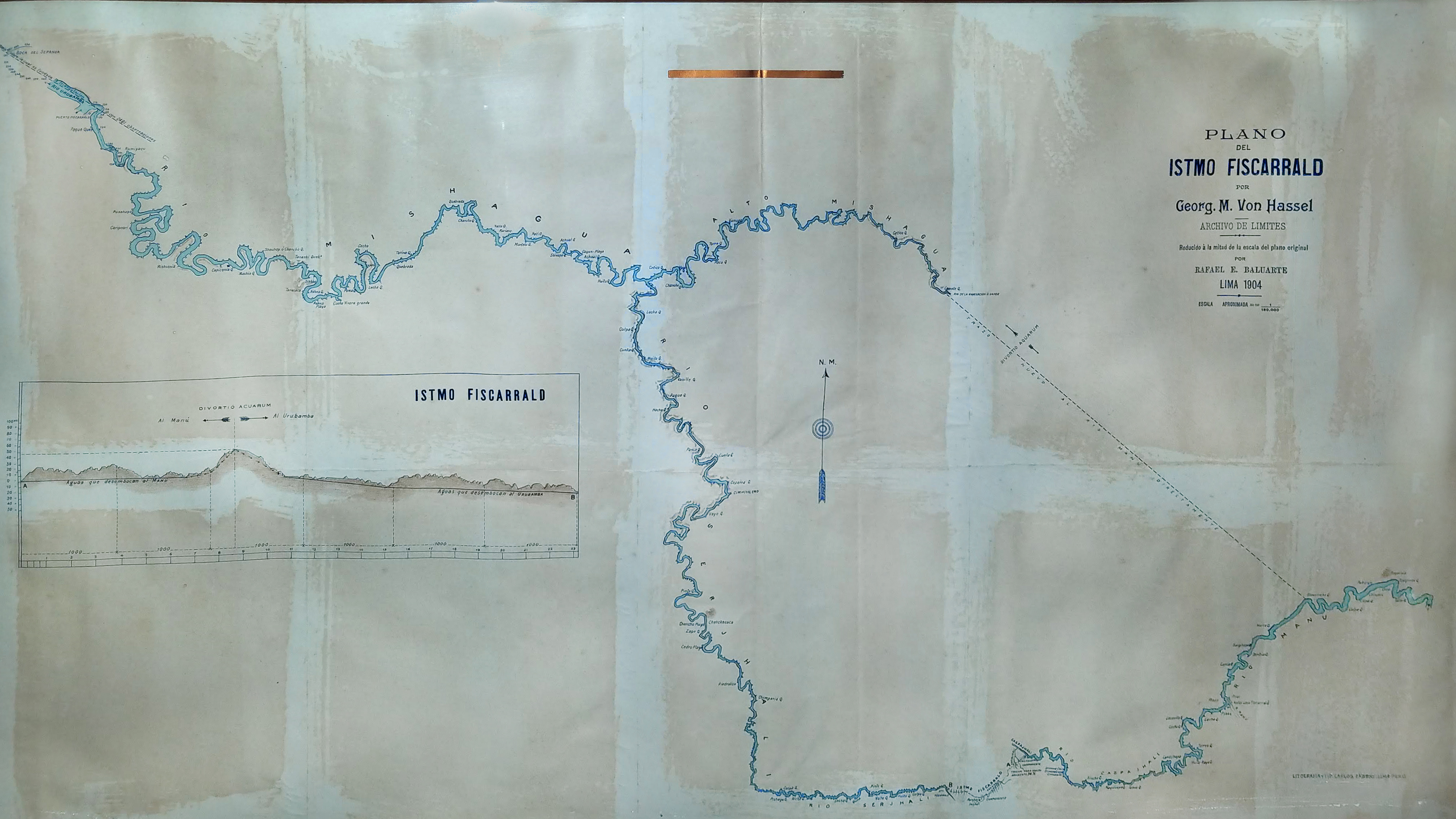
フィツカラルドが発見した地峡の1904年版地図

1897年7月9日、ウルバンバ川で船が難破し、それにより乗組員と共に35歳で死亡した。

## 逸話
- カルロス・フェルミン・フィツカラルド県は、彼の名前にちなんで名づけられた。
- プエルト・マルドナドには、マドレ・デ・ディオス川に沈んだフィツカラルドの蒸気船「コンタマナ号」の遺構を見ることができる場所がある。
- フィツカラルドの分解とジャングルの山間の陸橋を越えた輸送、そして彼の活躍は、監督・脚本のヴェルナー・ヘルツォークによる映画『フィツカラルド』（1982）に影響を与えた[3]。

## 参考
- Abuses against the Putumayo Indians
- ロジャー・ケースメント